# Villar de Cañas
Villar de Cañas è un comune spagnolo di 432 abitanti situato nella comunità autonoma di Castiglia-La Mancia.